# 平成新台
平成新台（日语：／ Heisei Shin Kyoku）是日本广播业界用語，係指在平成年間（1989年1月8日－2019年4月30日）開台的廣播台，特別是20世纪后期开台且主要针对县域广播的地方广播台。现在主要用作对于“老铺台”（老舗局）的反义词。

## 概况

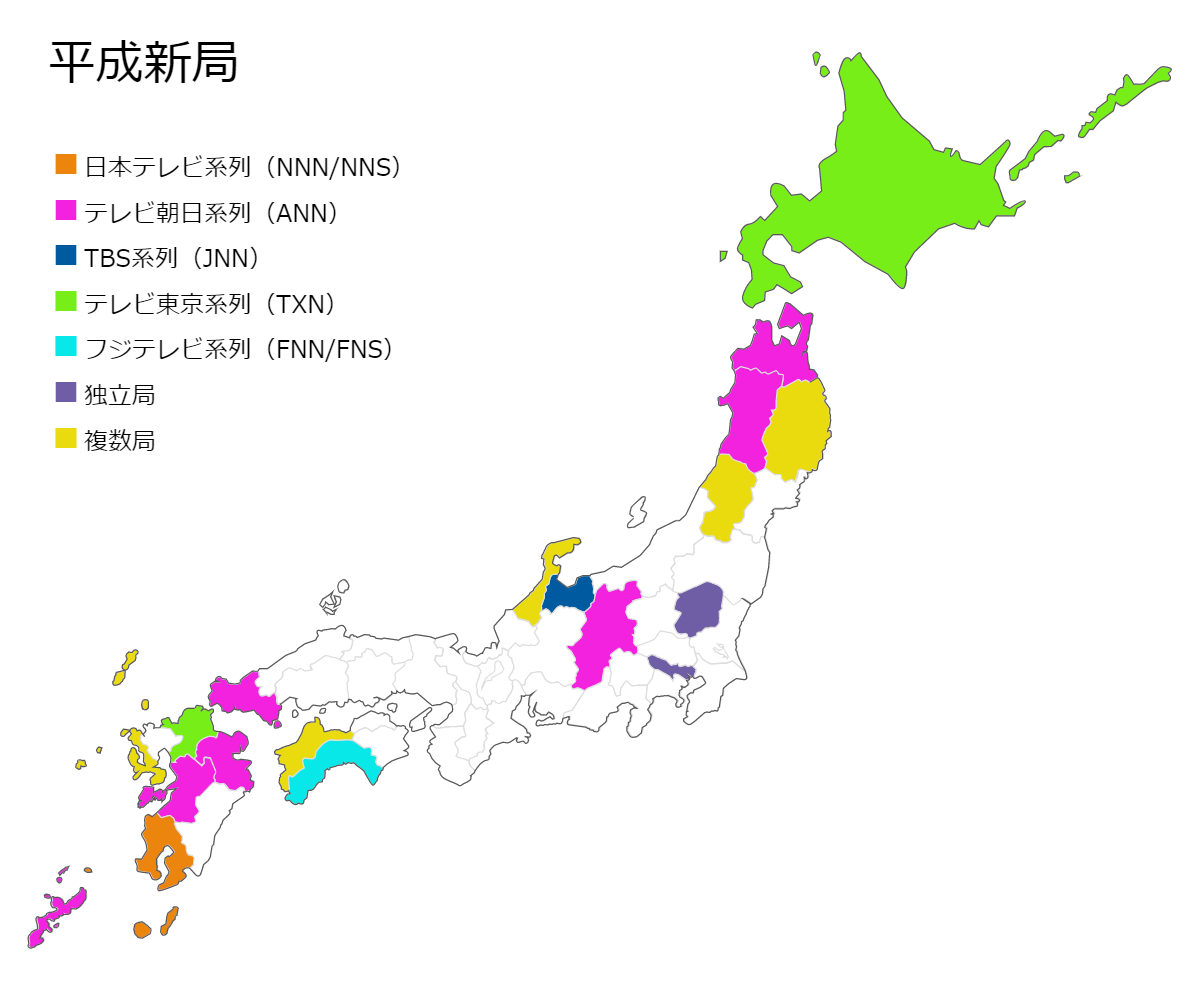
在平成時期開播的電視台的分布，以ANN系列成員最多

平成新台中的电视台是基于“商業電視全國四台”政策，而广播电台则是基于“全国二波化（即：调幅广播＋调频广播）”政策，并与核心台和全国或当地报社的合作下在日本各地成立。所有的平成新电视台都是采用特高频广播；而所有的平成新广播电台则都是采用超短波广播。需要注意的是，平成新台并不包括WOWOW等BS数字广播的广播台。
在这波平成新台的建立风潮中，电视台开台潮自1989年10月1日TV北海道、TVU山形和熊本朝日放送三台开播起，一直持续到1999年4月1日栃木电视台开台为止。这些成立平成新电视台多以朝日电视网的加盟台居多，这是由于朝日电视网早期的加盟台数量较少。而广播电台的开台潮则是自1989年4月1日FM山形开播算起。与此同时，社区广播在平成时代也制度化下来，作为第一个社区广播FM海豚自开播起就被列为平成新台行列。
平成新台中基本没有跨网台，同时大部分电视台也并非东京电视网的加盟台但却会购买东京电视台的节目。但是和“老铺台”一样，赞助商部分被替换成了广告位。除了购入东京电视台的节目外，这些电视台还会购入其他电视台的节目。这些电视台由于通常缺乏中转台的信号维护且本身发射的信号又较弱，因此常常被忽略在统计之外。

## 列表

### 电视台
| 广播地区 | 电视台名称       | 缩写 | 所属电视网 | 开台日期      | 备注                          |
| -------- | ---------------- | ---- | ---------- | ------------- | ----------------------------- |
| 北海道   | TV北海道         |      | 东京电视网 | 1989年10月1日 | [ 註 1 ]                      |
| 青森县   | 青森朝日放送     |      | 朝日电视网 | 1991年10月1日 | [ 註 2 ] [ 註 3 ] [ 註 4 ]    |
| 岩手县   | 岩手可爱电视台   |      | 富士电视网 | 1991年4月1日  | [ 註 5 ]                      |
| 岩手县   | 岩手朝日电视台   |      | 朝日电视网 | 1996年10月1日 | [ 註 6 ]                      |
| 秋田县   | 秋田朝日放送     |      | 朝日电视网 | 1992年10月1日 |                               |
| 山形县   | TVU山形          |      | TBS电视网  | 1989年10月1日 | [ 註 7 ] [ 註 8 ]             |
| 山形县   | 樱桃电视台       |      | 富士电视网 | 1997年4月1日  | [ 註 9 ]                      |
| 栃木县   | 栃木电视台       |      | 独立电视台 | 1999年4月1日  | [ 註 10 ]                     |
| 东京都   | 东京都会电视台   |      | 独立电视台 | 1995年11月1日 | [ 註 11 ]                     |
| 富山县   | 郁金香电视台     |      | TBS电视网  | 1990年10月1日 | [ 註 12 ] [ 註 13 ]           |
| 石川县   | 金泽电视台       |      | 日本电视网 | 1990年4月1日  | [ 註 14 ]                     |
| 石川县   | 北陆朝日放送     |      | 朝日电视网 | 1991年10月1日 | [ 註 15 ]                     |
| 长野县   | 长野朝日放送     |      | 朝日电视网 | 1991年4月1日  | [ 註 16 ] [ 註 17 ]           |
| 山口县   | 山口朝日放送     |      | 朝日电视网 | 1993年10月1日 | [ 註 18 ] [ 註 19 ] [ 註 20 ] |
| 爱媛县   | 爱电视台         |      | TBS电视网  | 1992年10月1日 | [ 註 21 ] [ 註 22 ] [ 註 23 ] |
| 爱媛县   | 爱媛朝日电视台   |      | 朝日电视网 | 1995年4月1日  | [ 註 24 ]                     |
| 高知县   | 高知SunSun电视台 |      | 富士电视网 | 1997年4月1日  | [ 註 25 ]                     |
| 福冈县   | TVQ九州放送      |      | 东京电视网 | 1991年4月1日  | [ 註 26 ] [ 註 27 ] [ 註 28 ] |
| 长崎县   | 长崎文化放送     |      | 朝日电视网 | 1990年4月1日  | [ 註 29 ]                     |
| 长崎县   | 长崎国际电视台   |      | 日本电视网 | 1991年4月1日  | [ 註 30 ]                     |
| 熊本县   | 熊本朝日放送     |      | 朝日电视网 | 1989年10月1日 | [ 註 31 ] [ 註 32 ]           |
| 大分县   | 大分朝日放送     |      | 朝日电视网 | 1993年10月1日 | [ 註 33 ] [ 註 34 ]           |
| 鹿儿岛县 | 鹿儿岛读卖电视台 |      | 日本电视网 | 1994年4月1日  | [ 註 35 ] [ 註 36 ] [ 註 37 ] |
| 冲绳县   | 琉球朝日放送     |      | 朝日电视网 | 1995年10月1日 | [ 註 38 ] [ 註 39 ]           |

### 广播电台
在日本，绝大部分的广播台都已经在昭和末期被分配了无线电频率，这种情况与平成新台中的电视台有所不同。本段落列举的是平成年代才设立的广播电台。此外，调幅广播电台在1963年之后没有再设立新台。
- 标记☆为radiko的合作电台。
- 标记★为radiko“复兴广播电台”全国发行计划的参与电台（截至2012年3月31日）。

| 广播地区 | 广播电台名称       | 昵称 | 所属电台网   | 开台日期       | 备注                                    |
| -------- | ------------------ | ---- | ------------ | -------------- | --------------------------------------- |
| 北海道   | FM North Wave☆     |      | 日本FM联盟   | 1993年8月1日   | [ 註 41 ]                               |
| 山形县   | FM山形☆            |      | 全国FM联播网 | 1989年4月1日   | [ 註 42 ]                               |
| 福岛县   | FM福岛☆★           |      | 全国FM联播网 | 1995年10月1日  | [ 註 43 ]                               |
| 栃木县   | FM栃木☆            |      | 全国FM联播网 | 1994年4月1日   | [ 註 44 ]                               |
| 千叶县   | bayfm☆             |      | 独立台       | 1989年10月1日  | [ 註 45 ]                               |
| 东京都   | InterFM897☆        |      | MegaNet      | 1996年4月1日   | [ 註 46 ] [ 註 47 ]                     |
| 新潟县   | 新潟县民FM放送☆    |      | 独立台       | 2000年12月20日 | [ 註 48 ] [ 註 49 ]                     |
| 石川县   | FM石川☆            |      | 全国FM联播网 | 1990年4月1日   | [ 註 50 ]                               |
| 岐阜县   | FM岐阜☆            |      | 全国FM联播网 | 2001年4月1日   | [ 註 51 ] [ 註 52 ] [ 註 53 ] [ 註 54 ] |
| 爱知县   | ZIP-FM☆            |      | 日本FM联盟   | 1993年10月1日  | [ 註 55 ] [ 註 56 ]                     |
| 爱知县   | 爱知国际放送已停业 |      | MegaNet      | 2000年4月1日   | [ 註 57 ] [ 註 58 ] [ 註 59 ]           |
| 爱知县   | Radio NEO☆         |      | MegaNet      | 2014年4月1日   | [ 註 60 ] [ 註 61 ] [ 註 62 ]           |

## 脚注
1. ↑  直至模拟信号广播末期，TV北海道仍然未覆盖北海道东部及北部大部分地区；随着2011年无线数字广播的推广，TV北海道的转播区域在逐步扩大；截至2015年12月22日，TV北海道覆盖整个北海道的电视网已经布局完成。
2. ↑  开台初期，电视台总部位于八户市；在电视台数字化期间，其广播中心向青森市转移、整合。
3. ↑  青森朝日放送开台之前，朝日电视网的大部分节目都是在青森放送（RAB）播出，青森放送是一家兼属日本电视网和朝日电视网的跨网台；青森放送节目编排剩下的一部分朝日电视网节目则是由青森电视台（ATV）播出，青森电视台隶属于朝日电视网。
4. ↑  随着青森朝日放送开台，青森放送逐步脱离朝日电视网而成为日本电视网的专属会员台。
5. ↑  开台之处，电视台总部位于水泽市（现：奥州市）。
6. ↑  随着岩手朝日电视台的开播，朝日电视网在日本东北地方的业务全部移交给岩手朝日电视台负责。岩手朝日电视台实际上是朝日电视网旗下最后一个开播的电视台。
7. ↑  总部位于酒田市。
8. ↑  山形电视台是一家从富士电视网转投朝日电视网的当地电视台；直到TVU山形开台之前，它是当地唯一可以收看富士电视台节目的商业电视台。
9. ↑  原本隶属富士电视网的山形电视台在樱桃电视台开播之前转为朝日电视网，而樱桃电视台也成为富士电视网旗下最后一个开播的会员电视台。
10. ↑  电视台开台之初的简称为。栃木电视台是日本地面模拟电视时代最后一个开播的电视台。
11. ↑  公司成立时，电视台的缩写为。
12. ↑  电视台成立时名为“TV富山”。
13. ↑  电视台总部位于高冈市。
14. ↑  随着金泽电视台的开播，日本电视网可以完全覆盖石川县位于本州岛日本海的一侧。此外，在金泽电视台刚开播的那段时间里，日本电视网有部分节目是在北陆放送播出。
15. ↑  在获准播出的区域之外，实际上还可以被福井县（北陆三县中唯一没有平成新台的地方）和富山县的部分地区接收到信号。
16. ↑  开台时简称为。
17. ↑  随着长野朝日放送的开播，当时为朝日电视网与日本电视网的跨网台的信州电视台转为日本电视网的专属会员台。
18. ↑  开台时简称为。
19. ↑  在山口朝日放送开播之前，朝日电视网的大部分节目是通过山口放送（曾是朝日电视网与日本电视网的跨网台）播出，除此之外的少部分节目在山口电视台（曾是朝日电视网会员台）播出。
20. ↑  随着山口朝日放送开播，山口放送转为日本电视网的专属会员台。
21. ↑  公司建立之初，电视台名称原定为“伊予电视台”。
22. ↑  在爱电视台开播后的一段时期里，TBS电视网的部分节目还是交由南海放送播出。
23. ↑  爱电视台是TBS电视网旗下最后开播的会员台。
24. ↑  开播初期，简称为。
25. ↑  与同属富士电视网的樱桃电视台同天开播。
26. ↑  开播初期的台名为“TXN九州”。
27. ↑  随着TVQ九州放送的开播，东京电视台为其电视网打造的“日本列岛纵贯Network”计划达成。
28. ↑  除规定的广播区域外，佐贺县的大部分地区以及山口县、长崎县、熊本县和大分县的部分地区都可以收看到本台。
29. ↑  在长崎文化放送开播之前，朝日电视网的大部分电视节目（新闻节目除外）都是交由长崎放送播出；少部分交由长崎电视台播出。
30. ↑  在长崎国际电视台开播半年前，原本属于日本电视网与富士电视网的跨网台长崎电视台正式转为富士电视网的专属会员台。
31. ↑  在熊本朝日放送开播之前，朝日电视网的新闻节目《ANN News Liner（日语：ANNニュースライナー）》（现：ANN新闻（日语：ANNニュース））和过半的电视节目都交由熊本电视台播出；剩下的则交由熊本放送和熊本县民电视台播出。
32. ↑  由于熊本朝日放送的开播，原本属于朝日电视网和富士电视网的跨网台熊本电视台转为了富士电视网的专属会员台。
33. ↑  同属朝日电视网的山口朝日放送亦同日开播。
34. ↑  在大分朝日放送开台前，朝日电视网的新闻节目《ANN News Liner（日语：ANNニュースライナー）》（现：ANN新闻（日语：ANNニュース））、日间资讯节目（日语：テレビ朝日系列平日昼の情報番組枠）及半数常规节目均在大分电视台播出；剩下则在大分放送播出。
35. ↑  随着鹿儿岛读卖电视台的开播，原本属于日本电视网和富士电视网的跨网台鹿儿岛电视台转为富士电视网专属会员台。
36. ↑  在鹿儿岛读卖电视台开播后的一段时间里，日本电视网的部分节目还是在南日本放送播出。
37. ↑  鹿儿岛读卖电视台是日本电视网最后开台的会员台。
38. ↑  总部及演播厅均位于琉球放送大楼内。
39. ↑  琉球朝日放送开播之前，除新闻节目外的其他常规节目均在琉球放送播出。
40. ↑  在1985年和2003年两次举行的国际青年年纪念音乐会（日语：国際青年年記念 ALL TOGETHER NOW）的转播中，FM青森（日语：エフエム青森）、FM岩手（日语：エフエム岩手）、J-WAVE、横滨FM放送（日语：横浜エフエム放送）、FM NACK5、FM群马（日语：エフエム群馬）、FM富士（日语：エフエム富士）、新潟广播电台、长野FM放送（日语：長野エフエム放送）、FM山阴（日语：エフエム山陰）、FM山口（日语：エフエム山口）、FM香川（日语：エフエム香川）和FM熊本（日语：エフエム熊本）等平成新台由于1985年还为设立，故都只参与了2013年的联播。此外，由于平成时代成立的新广播电台爱知国际放送（日语：愛知国際放送）在2010年停业，而其继任电台Radio NEO（日语：Radio NEO）直到2014年才设立，故这两家电台均未参与转播。
41. ↑  北海道内包括札幌等主要城市均可收听，但网走市和稚内市无法收听。
42. ↑  2010年3月之前使用的昵称为。
43. ↑  随着FM福岛的开播，全国FM联播网在东北地方的会员台悉数完成加盟。
44. ↑  除茨城县外，其余都道府县都有商业广播电台。
45. ↑  电台最初定名为“FM千叶”。这是平成第一家开播的广播电台。
46. ↑  成立初期是Nifco（日语：ニフコ）的关联公司。由于管理不善，于2006年7月成为东京电视台的全资子公司；随后，东京电视台于2012年6月20日撤资，随即成为木下集团（日语：木下グループ）的子公司。
47. ↑  2015年3月31日之前，电台名为；2017年3月31日之前则是。
48. ↑  2020年6月30日24時停止运营。
49. ↑  开台之初曾经为日本FM联盟的联播会员台，但很快就退出了该联播网。
50. ↑  随着FM石川的开播，全国FM联播网在北陆地方的所有会员台均已到位。
51. ↑  总部位于大垣市。
52. ↑  2014年3月1日，因原经营公司“岐阜FM放送（岐阜エフエム放送）”经营不当而由新公司“FM岐阜”继续运营。
53. ↑  随着FM岐阜的开播，全国FM联播网在东海地方的所有会员台均已到位。
54. ↑  2014年12月前曾用昵称。
55. ↑  开播初期名为“FM名古屋”。
56. ↑  随着ZIP-FM的开播，日本FM联盟在日本五大都市圈（日语：五大都市圏）的布局完成。
57. ↑  2010年9月30日停止运营。
58. ↑  从建立初期就深受日本经济衰退的严重影响，广告收入低迷、预算赤字膨胀，自停业为止没有任何一年实现过开支盈余。2000年8月，一家名为兴和公司（日语：興和）的大型贸易公司全资收购该电台并试图重建，但由于当时雷曼兄弟破产导致日本经济进一步衰退，结果使得母公司兴和也出现经营不善状况。因为母公司兴和业务重组，该台成为日本史上首家被迫停止运营的县域无线商业广播。2010年10月7日，广播许可证退还给总务省，而爱知国际放送也在随后完成清算程序后消失。
59. ↑  静冈县的滨松市也是该台的广播地区。
60. ↑  2020年6月30日停播
61. ↑  Radio NEO的广播频率和发射功率与原爱知国际放送相同，但广播位置与有效发射功率（英语：Effective radiated power）则并不相同。
62. ↑  开播时被视为InterFM的名古屋分支机构，2016年12月1日分拆重组为现公司。旧昵称。

## 出典
1. ↑  伊藤重夫.  (PDF). 時事IT情報 (100). 時事通信社. 2002-10-07: 2  [2020-05-11]. （原始内容 (PDF)存档于2014-09-01） （日语）.
2. ↑  村上聖一. NHK放送文化研究所 , 编.  (PDF). NHK放送文化研究所年報 (东京: 日本放送出版協会). 2010, (54): 7–54  [2020-05-12]. （原始内容存档 (PDF)于2016-03-05）.

## 相关
| - 商业电视台全国四波化 - 日本的联播网变化 - 电视联播网 - 廣電兼營 - 日本各地区最早成立广播台列表 | - 日本地面数字电视 - 2011年日本电视广播的问题 - 地方新闻录像发行实施台列表 - 地方广播电台新闻节目列表 |